# Parafia Opieki Matki Bożej w Brukseli
Parafia Opieki Matki Bożej – parafia prawosławna w Brukseli, jedna z 13 placówek duszpasterskich eparchii brukselsko-belgijskiej i czterech na terytorium Brukseli. 
Powstała w 1963 parafia jest pierwszą na terytorium Belgii francuskojęzyczną placówką duszpasterską Rosyjskiego Kościoła Prawosławnego. Jej świątynią była początkowo kaplica domowa na parterze budynku przy Chaussee d'Anvers, następnie w latach 1974–1994 podobny obiekt przy Avenue de la Reine i od 1994 ponownie dawne pomieszczenie. Językami pomocniczymi w parafii są niderlandzki i cerkiewnosłowiański. 